# Eulinognathus aculeatus
Eulinognathus aculeatus – gatunek wszy z rodziny Polyplacidae, pasożytujący na alaktadze małej (Allactaga elater), alaktadze syberyjskiej (A. sibirica), podskoczku samotnym (Jaculus blanfordi), podskoczku egipskim (J. jaculus) i podskoczku dużym (Jaculus orientalis). Powoduje wszawicę.
Samica wielkości 1,6 mm, samiec wielkości 1,0 mm. Wszy te mają ciało silnie spłaszczone grzbietowo-brzusznie, wydłużone. Przednia para nóg jest wyraźnie mniejsza i słabsza, zakończona słabym pazurem. Samica składa jaja zwane gnidami, które są mocowane specjalnym „cementem” u nasady włosa nosiciela. Rozwój osobniczy po wykluciu się z jaja około trwa 14 dni i występują w nim 3 stadia larwalne; larwy od osobników dorosłych różnią się tylko wielkością.
Wesz ta pasożytuje na skórze. Żywi się krwią, którą ssie 2–3 razy dziennie. Występuje na terenie Azji.